# 노토정
노토정(일본어: 能登町)은 일본 이시카와현 노토반도에 있는 호스군의 정이다.

## 지리
- 이시카와현
  - 와지마시
  - 스즈시
  - 호스군 아나미즈정

## 역사
- 2005년 3월 1일 - 후게시군의 노토정·야나기다촌, 스즈군의 우치우라정이 신설 합병해 탄생했다. 이 결과 이시카와현에서 촌이 소멸했다.

## 교통

### 공항
- 노토 공항

### 도로
- 국도 249호선